# Финальный террор
«Финальный террор» (англ. The Final Terror; иной вариант перевода — «Последний ужас») — американский фильм ужасов 1983 года режиссёра Эндрю Дэвиса. Премьера фильма состоялась 1 мая 1983 года. Фильм был снят ещё в 1981 году, но на два года попал на полку, потому что продюсеры не могли найти прокатчика. В основном фильм удалось выпустить лишь благодаря возросшей популярности некоторых актеров, принявших участие в съемках: Дэрил Ханны, Адриана Змеда (для него фильм стал дебютом) и Рэйчел Уорд.

## Сюжет
Небольшая группа молодых работников лесничества округа Редвуд отправляется на автобусе в лес для расчистки его от бурелома, перед этим, однако, захватив с собой четырёх девушек, а так же психически неуравновешанного водителя. По пути в лес компания проезжает мимо психиатрической лечебницы. Прибыв наконец в лес, они приступают к работе, параллельно отдыхая с девушками. На следующее утро, после неудачного розыгрыша, один из парней пропадает. В ходе его поисков ребята обнаруживают, что в этом лесу живёт некто, кто в скором времени буквально начинает охотиться за группой.

## В ролях
- Джон Фридрих — Зорич
- Эрнест Харден младший — Хайнс
- Льюис Смит — Бун
- Рэйчел Уорд — Маргарет
- Дэрил Ханна — Винди
- Джо Пантолиано — Эггар

## История создания
Фильм снимался в Редвудском национальном парке и городке Кресент-Сити в Калифорнии. Рабочим названием фильма было «Bump in the Night».
Начальной сцены, где погибают лесничий и его подружка, в сценарии не было и она была снята самой последней, когда основные съёмки уже закончились. Продюсеры, просмотрев отснятый материал, пришли к выводу, что в фильме слишком мало смертей. Режиссёр Эндрю Дэвис на тот момент уже был недоступен, поэтому продюсеры сняли эту сцену сами.
Сегодня все негативные и позитивные копии фильма утеряны. Когда в июле 2014 года компания «Scream Factory» выпускала фильм на DVD и Blu-Ray, то для сканирования ей удалось разыскать у различных коллекционеров кино семь прокатных фильмокопий R-версии, из которых по кусочкам (из каждой фильмокопии выбиралась самая лучшая по качеству изображения сцена) была собрана мастер-версия для выпуска.

## Художественные особенности
Стилистически фильм относится к слэшерам и имеет много общих черт и приёмов подачи материала с такими фильмами как «Пятница, 13-е» и «Хэллоуин». Убийства в фильме как таковые не демонстрируются, взамен же зритель может наблюдать лишь действия, направленные на его совершение, и конечный результат. В качестве орудия убийства убийца использует прикреплённый к руке острый металлический предмет, а также целый набор различных ловушек. Полная версия фильма содержит «мягкое» изображение полового акта, а так же сцену жестокого убийства.
Действие фильма в основном разворачивается в национальном парке «Редвуд», живописные места в которых проходили съемки, заметно выделяют фильм на фоне других «слэшеров», действие которых разворачивается в пригородах и сельской местности.